# Épicéa de Sitka
Picea sitchensis
Espèce
Classification phylogénétique
Statut de conservation UICN

 LC  : Préoccupation mineure
L’Épicéa de Sitka ou Épinette de Sitka (Picea sitchensis (Bong.) Carrière), est une espèce de grand conifère de la famille des  Pinacées originaire de la côte ouest de l’Amérique du Nord. Il tire son nom de la localité de Sitka en Alaska.

## Description

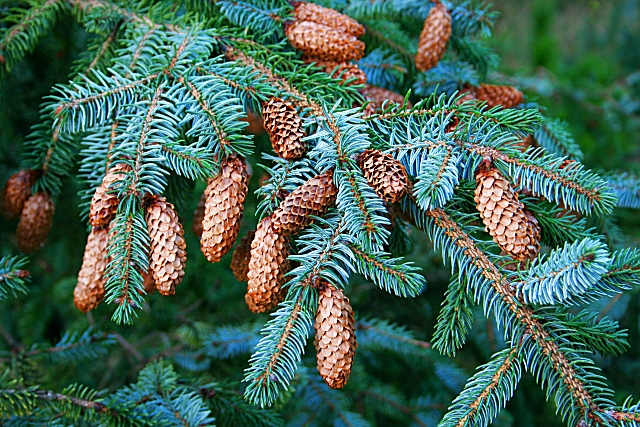

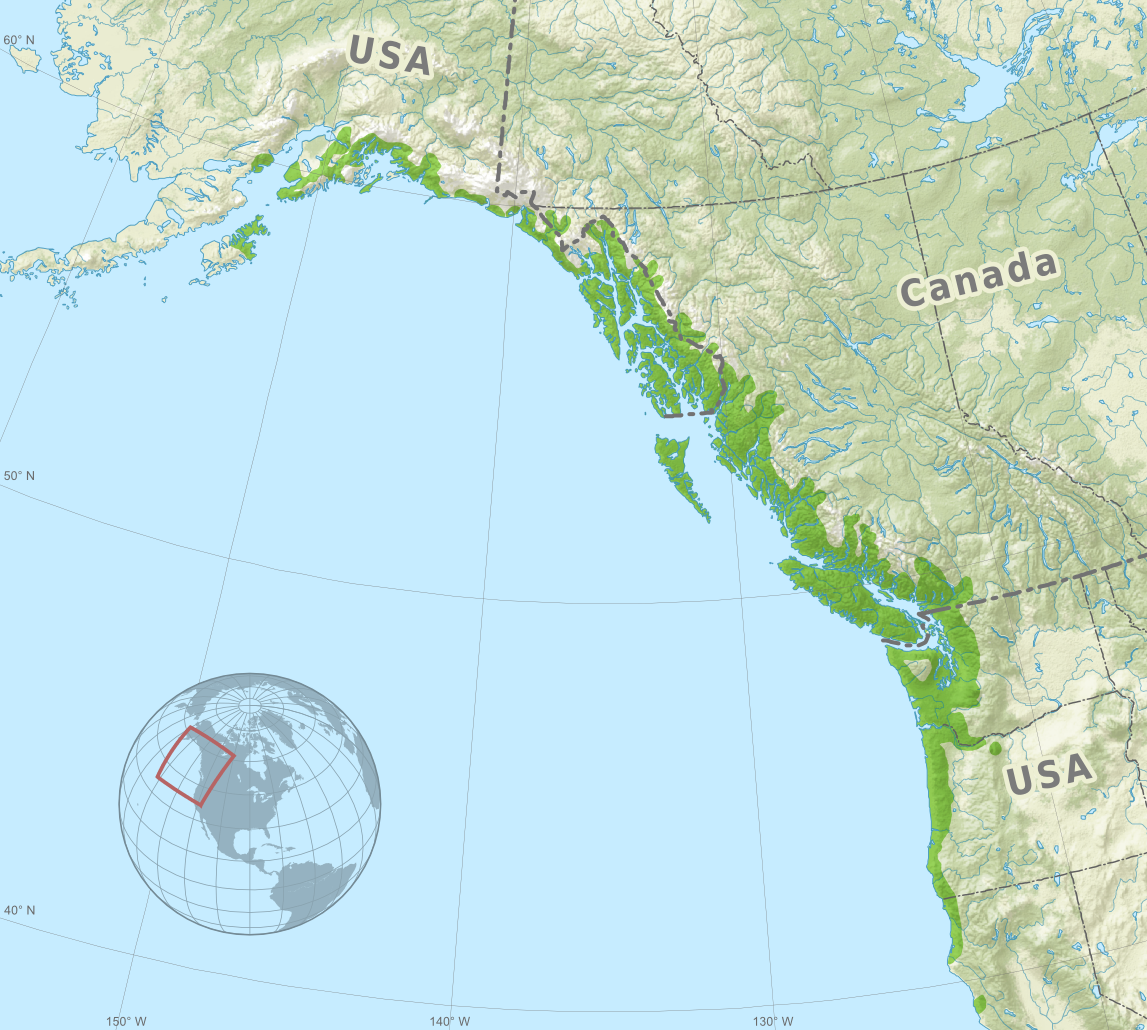
Aire de distribution naturelle.

Ce sont des arbres aux aiguilles vertes qui peuvent atteindre une taille comprise en général entre 50 et 70 mètres, plus rarement les 90 mètres. En Europe, sa taille est d'environ 40 mètres. Le diamètre de leur tronc peut atteindre de 3 mètres voire 5 mètres. Il s’agit de l'espèce présentant les plus hauts arbres dans le genre Picea. Sur l'ensemble des conifères, elle occupe la troisième place en taille, après le séquoia et le douglas.
L’écorce est fine et écailleuse. La forme est conique chez les jeunes arbres et devient cylindrique avec l’âge. Elle peut fortement s'élargir comparativement aux autres épicéas. Les premières branches des vieux arbres apparaissent seulement à 30 ou 40 mètres de haut. Les aiguilles sont pointues, font de 15 à 25 mm de long, sont de couleur vert bleu foncé et possèdent de 2 à 3 lignes de stomates sur la partie supérieure. La partie inférieure est bleue et blanche, elle possède deux importantes lignes de stomates.
Les cônes pendent, font de 5 à 11 cm de long pour 2 cm de large lorsqu’ils sont fermés et 3 cm une fois ouverts. Les écailles sont fines et flexibles et mesurent de 15 à 20 mm de long. D’abord vert rouge, ils deviennent bruns 5 à 7 mois après la pollinisation. Les graines sont noires (3 mm de long) et possèdent une aile de 7 à 9 mm.

## Répartition et habitat

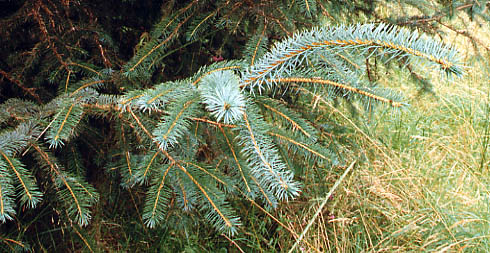
Feuillage bleu vert.

L’épicéa de Sitka est présent sur la côte occidentale de l’Amérique du Nord. De l’île de Kodiak (Alaska) jusqu'à Fort Bragg au nord de la Californie,.  
Il apprécie les forêts humides et tempérées proches de l’océan. Il supporte par ailleurs assez bien l’air salin. Au sud, il ne s’éloigne des côtes que de quelques kilomètres. Au nord, il s’étend à l’intérieur des terres au maximum à 80 km de l’océan. Il peut vivre jusque 700 ans et pousse rapidement. Il ne supporte pas le gel trop important.
Bien que fortement exploité, il existe toutefois encore quelques arbres de plus de 90 mètres de haut dans la réserve de parc national de Pacific Rim sur l’île de Vancouver en Colombie-Britannique (Canada).
Introduit en Europe en 1831, il a été planté en particulier dans les îles Britanniques, où il est une des principales essences de reboisement. Il est aujourd'hui naturalisé dans certaines parties de l’Irlande et de la Grande-Bretagne. On le plante également au Danemark, en Norvège et même en Islande. En France, il est l'essence dominante sur 42 000 ha environ. Il est surtout présent sur la façade nord-ouest, dans les régions dotées d'un climat océanique marqué, en particulier en Bretagne, mais aussi dans le Massif central.

## Utilisation
Il est très important pour l’industrie du bois. Son bois tendre et homogène, très semblable à celui de Picea abies, est utilisé en construction, menuiserie, contreplaqué, caisserie et en papeterie. Parmi ses emplois plus particuliers, il est notamment réputé en lutherie : il constitue souvent la table d'harmonie de certains instruments de musique (piano, harpe, violon et guitare). Il est aussi utilisé en archerie pour la fabrication de flèches, du fait de sa grande rectitude et de sa faible sensibilité aux variations thermiques et hygrométriques. De plus, il est considéré comme le bois de référence (selon l'AC43-13-1B) dans la construction des structures d'avions en bois.
Les arbres de sylviculture poussant rapidement sur d'anciennes terres agricoles donnent souvent un bois moins dense avec des propriétés mécaniques plus faibles, mais très apprécié comme bois d'industrie.

## Curiosités
Un spécimen, nommé Carmanah Giant, haut d’environ 96 mètres, est un des plus grands arbres du Canada. Aux États-Unis, on le trouve dans le parc national d'Olympic et dans le parc national de Redwood. Le Queets Spruce (350 à 450 ans) est l’épicéa de Sitka le plus gros avec 337 m3 de bois. Chaque année, son volume de bois augmente d’un mètre cube.
Le Quinault Lake Spruce est le troisième plus gros épicéa au monde avec un volume de bois de 298 m3. Il se situe près du lac Quinault au nord de la ville d’Aberdeen (Washington).
Sur l'île Haida Gwaii (Iles de la Reine-Charlotte au large de la Colombie-Britannique) le long de la rivière Yakoun près de Port Cléments vécut un spécimen qui atteignit 300 ans et 50 mètres de hauteur. Il se distinguait par une mutation génétique lui conférant une couleur particulière proche du jaune doré. Vénéré par les Indiens Haïdas, il fut coupé par Grant Hadwin, un bûcheron, dans un acte militant de protestation peu clair. Cet événement a fait l'objet d'un livre rédigé par John Vaillant, L'Arbre d'or.
Sur l'île Campbell (île néozélandaise sub-antarctique), un spécimen est reconnu comme l'arbre le plus solitaire par le Guiness book . Son origine est mal déterminée. Il pourrait avoir été planté en 1907 par Lord Ranfurly gourverneur de Nouvelle Zélande qui souhaitait développer une industrie forestière sur l'ïle. Mais selon une étude récente l'arbre est plus récent. Cette étude effectuée sur une carotte prélevée sur l'arbre n'a pu cependant déterminer avec exactitude la date de sa plantation . Une autre étude effectuée en 1963 aurait permis de définir l'année 1922 comme date de germination de l'épicéa . Jusqu'en 1958, son sommet a été coupé chaque année pour servir d'arbre de Noël par les scientifiques de la station météorologique. Ce spécimen est resté juvénile sans aucune production de cônes. Les conditions météorologiques locales (durée insuffisante de période sèches pour la dissémination des spores) expliquent probablement cette constatation. Sa croissance est cependant rapide supérieure aux observations constatées en Amérique du Nord.